# Збаразький деканат УГКЦ
Збаразький деканат Тернопільсько-Зборівської архієпархії УГКЦ — релігійна структура УГКЦ, що діє на території Тернопільської області України.

## Історія
Збаразький деканат існував у структурі УГКЦ вже у XVIII столітті, належав до Львівської єпархії та складався з 23 парафій.

## Декани
Декан Збаразький — о. Андрій Лахман.

## Парафії деканату
| Парафії                                                | Населені пункти      |
| ------------------------------------------------------ | -------------------- |
| Різдва Пресвятої Богородиці                            | с. Вищі Луб'янки     |
| Різдва Івана Хрестителя                                | с. Гори-Стрийовецькі |
| Святого архістратига Михаїла                           | с. Гущанки           |
| Святої Параскеви П'ятниці                              | с. Добромірка        |
| Преображення Господнього                               | с. Залужжя           |
| Введення в храм Пресвятої Богородиці                   | с. Зарудечко         |
| Воскресіння Христового                                 | м. Збараж            |
| Святого Юрія                                           | м. Збараж            |
| Святих верховних апостолів Петра і Павла               | м. Збараж            |
| Святого апостола Івана Богослова                       | с. Іванчани          |
| Святого архістратига Михаїла                           | с. Капустинці        |
| Святого Димитрія                                       | с. Киданці           |
| Святого Юрія                                           | с. Кобилля           |
| Святого Димитрія                                       | с. Красносільці      |
| Різдва Пресвятої Богородиці                            | м. Кременець         |
| Покрови Пресвятої Богородиці                           | с. Кретівці          |
| Покрови Пресвятої Богородиці                           | м. Ланівці           |
| Святого архістратига Михаїла                           | с. Максимівка        |
| Святого Миколая                                        | с. Мала Березовиця   |
| Святого Володимира Великого                            | с. Малий Глибочок    |
| Покрови Пресвятої Богородиці                           | с. Нижчі Луб'янки    |
| Перенесення мощей Святого Миколая                      | с. Новий Роговець    |
| Перенесення мощей Святого Миколая                      | с. Охримівці         |
| Святого Юрія                                           | с. Розношинці        |
| Покрови Пресвятої Богородиці                           | с. Романове Село     |
| Воздвиження Чесного Хреста Господнього                 | с. Синява            |
| Різдва Пресвятої Богородиці                            | с. Синягівка         |
| Покрови Пресвятої Богородиці                           | с. Травневе          |
| Святого Юрія                                           | с. Чагарі-Збаразькі  |
| Пресвятої Трійці                                       | с. Чернихівці        |
| Пресвятої Трійці                                       | с. Шили              |
| Святих мучениць Віри, Надії, Любові та їх матері Софії | м. Шумськ            |